# Distortion (The Magnetic Fields)
Distortion è l'ottavo album in studio del gruppo musicale indie pop statunitense The Magnetic Fields, pubblicato nel 2008.

## Tracce
1. Three-Way – 3:01
2. California Girls – 3:00
3. Old Fools – 3:02
4. Xavier Says – 2:42
5. Mr. Mistletoe – 2:59
6. Please Stop Dancing – 3:01
7. Drive On, Driver – 2:51
8. Too Drunk to Dream – 3:00
9. Till the Bitter End – 3:03
10. I'll Dream Alone – 3:08
11. The Nun's Litany – 2:58
12. Zombie Boy – 3:05
13. Courtesans – 2:59

## Formazione
- Stephin Merritt - voce, strumenti
- Claudia Gonson - batteria, piano, organo, cori
- Sam Davol - violoncello
- John Woo - chitarra
- Shirley Simms - voce